# Genicanthus melanospilos

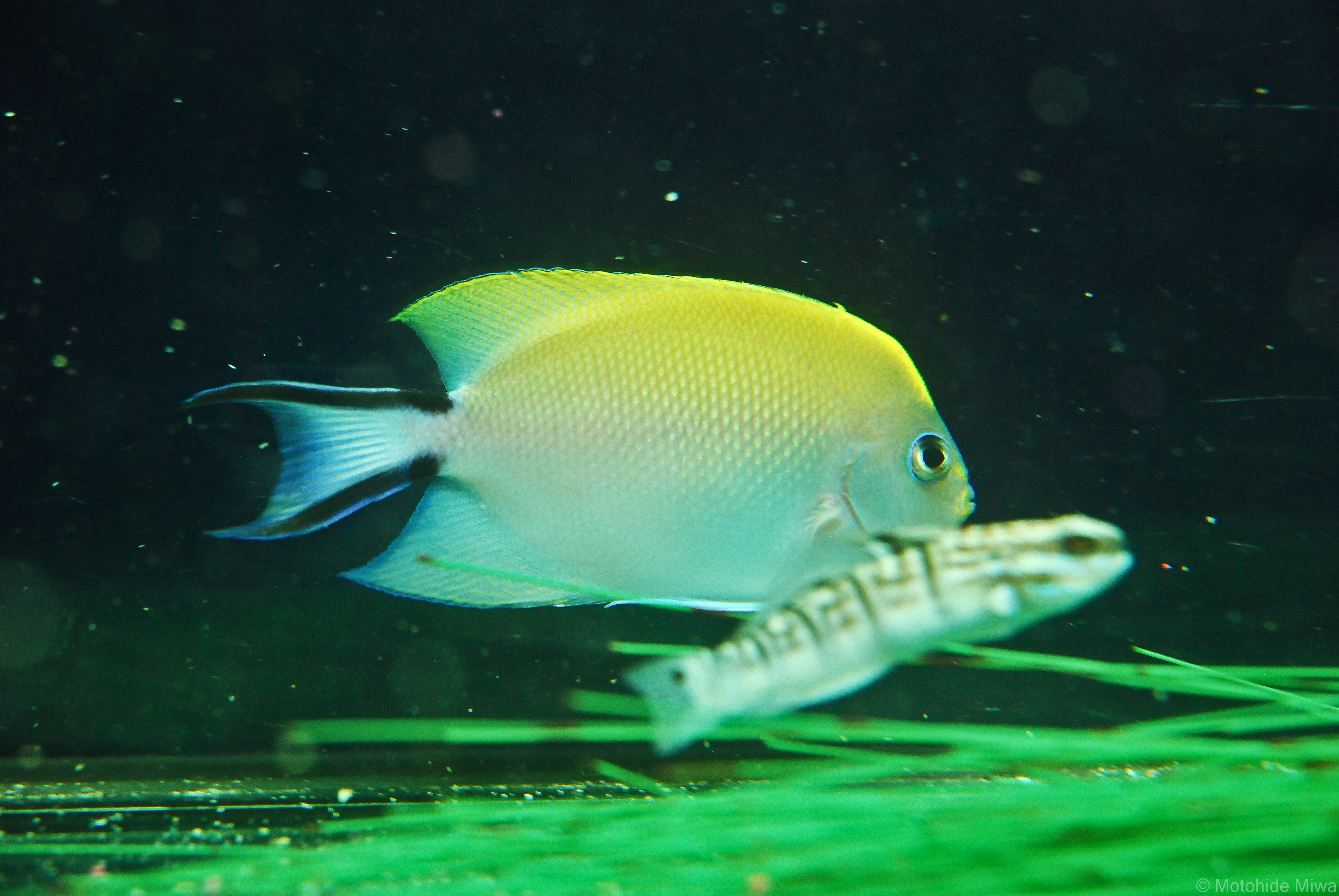
Exemplar femella de G. melanospilos

El Genicanthus melanospilos és una espècie de peix marí perciforme i pomacàntid.
És una espècie generalment comuna en el seu rang de distribució geogràfica, i amb poblacions estables. Normalment s'exporta per al mercat d'aquariofília.

## Morfologia
Té el cos curt i comprimit lateralment, i la boca petita, amb dents diminutes rematades com raspalls. L'aleta caudal acaba en forma de lira, i d'adults en desenvolupen filaments molt llargs als angles.
Tenen 15 espines dorsals, de 15 a 17 radis tous dorsals, 3 espines anals i de 17 a 18 radis tous anals.
La coloració varia molt segons el sexe, i se sembla en tots dos casos a la de l'espècie emparentada G. caudovittatus. El mascle té un patró de 15 ratlles estretes negres, semblant a les zebres, amb la coloració base del cos, les aletes dorsal, anal i caudal, en blau pàl·lid. Té una taca negra distintiva al pit.
Els espècimens femella manquen de ratlles i tenen la coloració de la part superior en un to groguenc clar. La part inferior és de tonalitat blau clar. L'aleta caudal té als marges superior i inferior ratlles negres, i la coloració n'és blava clara.
Els mascles, que són més grans que les femelles, fan fins a 18 cm de llarg.

## Hàbitat i comportament
És una espècie associada a esculls i classificada com a no migratòria. Normalment van en parelles, en vessants pronunciats i a la base d'esculls exteriors. En àrees de ric creixement coral·lí, fons d'enderrocs i sorrencs.
Un mascle pot anar amb diverses femelles, en grups de 3 a 7 individus.
El seu rang de profunditat és entre 20 i 45 m, tot i que se'n troben a vegades a 82 m de fondària.

## Distribució geogràfica
Es distribueix en l'oceà Indo-Pacífic, a la regió indomalaia, les illes Ryukyu, Nova Caledònia i Fiji. També s'ha trobat a Tonga. És una espècie nadiua d'Austràlia; Filipines; Fiji; Guam; Indonèsia; Japó; Malàisia; Micronèsia; Nova Caledònia; Illes Mariannes del Nord; Palau; Papua Nova Guinea; Illes Salomó; Taiwan; Tonga; Vanuatu i Vietnam.

## Alimentació
S'alimenta principalment de zooplàncton a diversos metres sobre el fons.

## Reproducció
Tot i que no n'hi ha informació disponible sobre la reproducció, aquesta espècie, com tota la família, és dioica i ovípara. La fertilització és externa. Són sexualment totes femelles, i evolucionen a mascle els exemplars majors, que s'ajunten amb diversos exemplars femelles.
El nivell de resiliència és alt, en doblen la població en menys de 15 mesos.